# Marcos Pirán
Marcos Pirán Gómez (ur. 7 marca 1961 w Buenos Aires) – argentyński duchowny katolicki, biskup pomocniczy Holguín od 2021.

## Życiorys
Święcenia kapłańskie otrzymał 9 grudnia 1988 i został inkardynowany do diecezji San Isidro. Przez dwanaście lat pracował duszpastersko na terenie rodzinnej diecezji. W 2000 wyjechał w charakterze misjonarza na Kubę. W 2020 został wikariuszem biskupim diecezji Holguín ds. duszpasterskich.
19 marca 2021 papież Franciszek mianował go biskupem pomocniczym Holguín ze stolicą tytularną Boseta. Sakry udzielił mu 15 maja 2021 biskup Emilio Aranguren Echeverría.